# Марија Бурсаћ
Марија Бурсаћ (Каменица, код Дрвара, 2. август 1920 — Видово Село, код Дрвара, 23. септембар 1943) била је учесница Народноослободилачке борбе и прва жена народни херој Југославије.
Потицала је из сиромашне земљорадничке породице, због чега се није школовала већ се од најраније доби бавила кућним и пољопривредним пословима. Од 1938. када је у њеном селу отворена прва школа, научила је уз млађу браћу да чита и пише. Преко учитеља Велимира Стојнића укључила се заједно са братом Душком у омладински револуционарни покрет.
Након избијања устанка у Босанској крајини јула 1941. активно је помагала Народноослободилачки покрет (НОП), а септембра исте године примљена је у чланство Савеза комунистичке омладине Југославије (СКОЈ). Обављала је разне задатке за потребе фронта и радила на организовању живота у позадини па је фебруара 1942. примљена у чланство Комунистичке партије Југославије (КПЈ).
Након другог ослобођења Дрвара, јула 1942. постављена је за политичког комесара чете у Првој крајишкој омладинској радној бригади, која је радила на прикупљању усева у саничкој долини. Бирана је за председника сеоског одбора Уједињеног савеза антифашистичке омладине (УСАОЈ), као и у општинско и среско руководство Антифашистичког фронта жена (АФЖ).
Приликом формирања Десете крајишке бригаде, фебруара 1943, распоређена је за болничарку у Другом батаљону. Са бригадом је учествовала у борбама око Книна и Босанског Грахова, као и у Врлици и Ливну, где се посебно истакла када је упала у бункер и убила тројицу усташа. Брзо се прочула по својој храбрости, као и великој бризи за рањенике.
Средином 1943. разболела се од тифуса, а лечила се у родној Каменици. Након оздрављења вратила се у бригаду, с којом је 17. септембра 1943. учествовала у нападу на немачко-усташко упориште у близини села Пркоса, код Босанског Петровца. Приликом једног од јуриша на непријатељске бункере рањена је у десну ногу. До партизанске болнице у Видовом Селу, удаљеном 40 километара, ношена је два дана. Иако тешко рањена читавим путем певала је партизанске песме.
Од последица рањавања, али и гангрене која је захватила ногу, преминула је 23. септембра 1943. године. Сахрањена је на брежуљку Спасовине у подножју родног села. На предлог Штаба Петог босанског корпуса проглашена је 15. октобра 1943. за прву жену народног хероја Југославије.

## Биографија

### Породица
Рођена је 2. августа 1920. године у селу Каменица, код Дрвара. Била је најстарије од шесторо деце Николе Ниџе и Јованке Јоке Бурсаћ, који су се венчали 1919. године. Након Марије, рођени су Душко (1923), Милка (1925), Драган (1927) и Васо (1931). године, док је најмлађи шести син Милан рођен 1944. године. У Народноослободилачкој борби, поред Марије учествовала су тројица њене браће и сестра. Душко Бурсаћ био је првоборац, а погинуо је током десанта на Дрвар, 25. маја 1944, као секретар Окружног комитета СКОЈ-а за Дрвар. Милка Бурсаћ била је борац Треће крајишке ударне бригаде од њеног формирања августа 1942. године. Драган Бурсаћ се након погибије брата Душка, 1944. прикључио партизанима и као омладински руководилац водио је аналфабетски течај у Каменици. Тада најмлађи Васо је у току рата био партизански курир и пионирски руководилац.
Маријин отац Никола Ниџо Бурсаћ рођен је 1900. године. Пошто је потицао из сиромашне сељачке породице није могао остати на селу већ је морао потражити запослење. Радио је најпре као радник на одржавању пруге узаног колосека Дрвар—Калдрма—Книн, а 1917. се запослио у Дрвару у предузећу „Шипад”. Овде је све до 1935. радио као полуквалификовани зидар, а након тога као ложач на парним котловима. Априла 1936. у „Шипаду” се догодила тешка незгода када је услед дотрајалости експлодирао један парни котао. Том приликом погинула су четири радника, а међу повређенима је био и Никола Бурсаћ, који је остао без десног ока. Последице ране су биле трајне и како је постојала опасност да изгуби вид и на другом оку, он је у пролеће 1941. отишао у једну загребачку болницу на лечење. Ту га је затекла окупација и проглашење усташке државе, па је упркос противљењу лекара самовољно напустио болницу и вратио се у родни крај супрузи и породици. После рата, 1947. заједно са супругом Јоком је колонизован у Бачкој Тополи, где је доживео дубоку старост.
У кући Бурсаћа поред Николине породице живели су Николин отац Раде и мајка Ђуја, као и браћа Ђуран, Јово и Стеван са својим породицама. Маријин деда Раде Бурсаћ умро је априла 1941. године непосредно пред почетак Другог светског рата, а баба Ђуја је умрла 1947. године у селу Крајишнику, код Сечња у Банату, где је колонизована након рата.

### Одрастање
Марија је детињство провела у родном селу Каменици, која представља неколико засеока с кућама разбацаним по каменитој планинској висоравни с јужне стране и повише Дрвара, а име је добила јер већину њене површине покрива камен. Непосредно пред почетак Другог светског рата у Каменици је било 180 кућа са око 600 становника. Село није имало основну школу, па су мушка деца из богатијих кућа на школовање одлазила у Дрвар, пешачећи сваког дана око сат времена, док се женска деца, као и деца из сиромашнијих породица, нису школовала. Од најраније младости Марија је почела да се бави разним ситним пољским пословима, а најчешће је као чобаница чувала овце и говеда. Ово је радила све до 14 године, када је као најстарије дете почела да се уз мајку бави кућним пословима.
Основна школа у Каменици изграђена је тек на почетку нове 1934/35. школске године. У школу су тада кренула млађа Маријина браћа — Драган и Душко, који је тада имао већ 10 година. Он је кренуо у школу на наговор мајке Јока, која је желела да јој се син школује. Након отварања школе у селу, био је настављен обичај да се женска деца не школују, па је Марија видно патила што и она не може да похађа школу. Први учитељ у Каменици је био Лазар Тешановић, а од јесени 1938. године је дошао нови учитељ Велимир Стојнић. Исте године у основну школу је пошао најмлађи Маријин брат Васо, па је Марија почела уз њега да учи читање и писање. Нови учитељ Стојнић је био родом из Подгрмеча и од 1936. године је био члан тада илегалне Комунистичке партије Југославије (КПЈ). Он је активно радио на организовању културно-просветног и политичког живота у овом заосталом селу. Организовао је Народну књижницу и читаоницу, културно-уметничку групу, спортски клуб и дечју кухињу. Пошто је увидео да у селу има доста неписмених девојака, организовао је 1939. године домаћички курс, на ком су девојке поред писмености училе са кувају, кроје, одржавају хигијену и др. Марија је касније купила шиваћу машину и похађала шестомесечни „Сингеров“ курс.
Маријин брат Душко Бурсаћ се доста дружио са учитељем Стојнићем од кога је стекао прва знања о револуционарном радничком покрету и комунизму. Касније је и сам почео читати комунистичку и другу литературу. Када је 1940. године формирана прва организација Савеза комунистичке омладине Југославије (СКОЈ) у Каменици, Душко је постао њен члан. Преко брата је и Марија добила прва сазнања о комунизму. Велика активност учитеља Стојнића запала је у очи тадашњим властима па су покушали да га преместе у друго место. Ово је изазвало протест мештана Каменице па су власти одустале од његовог премештаја, али су га као резервног официра фебруара 1941. године позвали на војну вежбу у Бања Луку. У његовом одсуству, руковођење скојевском организацијом у селу преузео је Душко Бурсаћ. У кући Бурсаћа тада се окупљала сеоска омладина, а понекад увече и старији мештани. Пред почетак рата Душко се запослио у Дрвару као столарски радник.
Марија је у годинама пред почетак рата израсла у лепу девојку стасалу за удају. Многи момци из Каменице су загледали Марију, али њена симпатија је био момак из комшилука — Вид Бодирожа звани Вицука, који је био старији годину дана од ње. Састајали су се често на зборовима, на прелима и приликом чувања стоке, а касније када се Маријин брат Душко повезао са учитељем Стојнићем, Вицука и Марија су се са осталим омладинцима састајали код сеоске школе. Вицука се пред почетак рата запослио у фабрици целулозе у Дрвару, а када је јула 1941. године избио устанак у Босанској крајини био је један од првобораца из Каменице. Касније је био борац Четврте крајишке ударне бригаде, а од августа 1944. године и њен командант. Погинуо је у борбама на Сремском фронту, 17. јануара 1945. године у близини села Томпојевци, код Вуковара. За народног хероја проглашен је 5. јула 1951. године. Бранко Ћопић је песму Два хероја братство кују и кроз борбу учвршћују посветио њему и народном хероју Анти Рукавини (1922—1943).

### Устанак у Дрвару
Након краткотрајног Априлског рата и окупације Краљевине Југославије, априла 1941. године је успостављена усташка Независна Држава Хрватска (НДХ), у чији је састав ушла и Босанска крајина. Усташе су одмах по доласку на власт отпочеле са прогоном Срба, Јевреја, Рома, као и оних које су сматрали за своје политичке противнике, а пре свега антифашистима и комунистима. Усташка власт у Дрвару успостављена је тек крајем маја 1941. године, уз помоћ италијанских окупационих снага. Након тога почео је усташки терор оличен најпре у пљачки, малтретирању, хапшењу људи, а потом и њиховом одвођењу у логоре, убијању, бацању у бездане и др. Још пре доласка усташа, до Дрвара су стизале вести о усташким злочинима на разним странама — код Санског Моста, Бихаћа, у Лици и др. Почетком јуна 1941. у Дрвар су усташе довеле два транспорта избеглица — први су чинили жене, деца и старци из Личког Петровог Села, где су усташе одрасле мушкарце побиле, а други протерани Словенци из околине Марибора.
Љубо Бабић, кога је окупација затекла у Дрвару, почетком јуна је био позван у Бања Луку, где је 8. јуна 1941. године присуствовао саветовању Обласног комитета КПЈ за Босанску крајину одржаном на Шехитлуцима. Ту је био упознат са Мајским саветовањем КПЈ и задацима партијских организација припреми организовања устанка, а касније је од Окружног комитета био одређен за војног повереника за срезове Босанско Грахово и Дрвар. У сарадњи са групом истакнутих дрварских комуниста, међу којима су били — Никола Котле, Милутин Морача, Славко Родић, Васо Трикић, Милан Боснић, Илија Матерић, Васо Келечевић и др, организовао је сакупљање оружја и почео са политичком припремом народа за оружани устанак. На дан немачког напада на Совјетски Савез, 22. јуна 1941. у Дрвар је стигао Велимир Стојнић, након чега је отпочела још живља активност у дрварском крају, а био је формиран и Штаб герилских одреда за подручје Дрвара и Грахова. Почетком јула 1941. године, мештани Каменице су у оближњој шуми Прашчијаку формирали свој логор, а неколико дана касније су се спустили до првих кућа. Ту су боравили дању и ноћу, сакупљали оружје и муницију, али и секире, виле и друго оруђе с којим су планирали поћи у прве борбе. Овај герилски одред био је први одред формиран у Босанској крајини, а убрзо након њега су били формирани герилски одреди и у другим дрварским селима. У шуми Бобари, код Каменице је у ноћи 26/27. јула био одржан састанак Штаба на коме је донета одлука о почетку устанка. Сутрадан 27. јула 1941. герилски одреди, праћени стотинама сељака, су заузели Дрвар, Босанско Грахово и Оштрељ. Након ослобођења Дрвар је био један од првих ослобођених градова у Југославији и постао је центар устанка у Босанској крајини.
Од почетка јула 1941. године, када је у Каменици формиран герилски одред, Марија је заједно са стрином Анђуком и другим девојкама и женама, прикупљала и спремала храну за борце. У потрази за храном, Марија се обилазећи куће по селу распитивала за скривено оружје и позивала мештане да своје старо оружје дају борцима. Такође, с још неколико омладинки, обављала је и курирске послове, одржавајући везе са другим партизанским логорима на територији дрварске општине. У устанку је био активан и Маријин брат Душко Бурсаћ, који је радио на организовању омладине. Истог дана када је отпочео устанак у Дрвару, Марија је обукла мушко одело — панталоне, капут и капу. Била је прва девојка у Каменици која је обукла панталоне и њен пример су одмах следиле и друге девојке из села, а ова „нова мода” прошла је без већих замерки старијих.

### Рад у позадини
После ослобођења Дрвара, 27. јула 1941. године и стварања ослобођене територије, заједно са братом Душком, радила је на окупљању омладине, у свом селу и околини за Народноослободилачки покрет (НОП). Септембра 1941. године, као једна од најистакнутијих омладинки у селу, примљена је у СКОЈ-евску организацију, на иницијативу Косте Боснића, секретара Среског комитета СКОЈ-а за Дрвар. Заједно са осталим члановима СКОЈ-евске ћелије, којом је руководио њен брат Душко, Марија је била посебно активна у сакупљању зимске одеће и обуће за борце. Прва је своју девојачку спрему поделила партизанским борцима. Била је активна и у омладинским радним четама, које су деловале у позадини. Са овом четом, Марија се истакла у рушењу путева и пруге, као и у рушењу основне школе, почетком 1942. године, да се у њу не би уселио окупатор. А такође је радила и на описмењивању других омладинки.
У њеној кући биле су организовани прела и посела, на којима су жене и омладинке плеле џемпере, чарапе, шалове и рукавице; од чаршафа правиле зимске кабанице и друго за партизане. По потреби је одлазила и у окупирани Дрвар, одакле је доносила вести о стању у граду и о Италијанима. Фебруара 1942. године примљена је у чланство Комунистичке партије Југославије (КПЈ). Почетком пролећа, с лепшим временом поново су отпочеле омладинске радне акције. После другог ослобођења Дрвара, јула 1942. године, у Каменици је организована Омладинска радна чета, која је ушла у састав Омладинског радног батаљона, а касније у састав Прве крајишке омладинске радне бригаде. Маријин брат Душко био је командант ове бригаде, а Марија политички комесар Треће омладинске чете у Другом батаљону, која је радила на прикупљању усева у Саничкој долини. Крајем јула и почетком августа омладина из Дрвара и околине, тада је под заштитом крајишких бригада, у изузетно тешким условима, када није било границе између првих линија фронта и позадине, сваке ноћи купила жито.
Поред овог рада, учествовала је у стварању организација Антифашистичког фронта жена (АФЖ) и Уједињеног савеза антифашистичке омладине (УСАОЈ). Била је председник Сеоског одбора УСАОЈ-а у Каменици. Од своје црвене сукње, сашила је заставу омладине Каменице, а кућа њеног оца била је сигурно уточиште за борце, и главни пункт за прикупљање прилога за партизане.

### Болничарка и борац
Када је 4. фебруара 1943. године, у јеку Четврте непријатељске офанзиве, формирана Десета крајишка ударна бригада, Марија је са још неколико другарица добровољно ступила у бригаду. Оне су тада постављене за болничарке, а Марија је била распоређена у Други батаљон. Поред болничких обавеза и бриге о рањеним борцима, Марија се јављала и за друге задатке - ишла је у патролу и на стражу. У то време бригада је чувала одступницу борцима и збеговима који су се повлачили са Баније. Да би је као искусног омладинског руководиоца, поштедео прве борбене линије, командант бригаде Никола Котла је пребацио у кухињу при Штабу бригаде, али се она ту није дуго задржала. У марту је на сопствени захтев премештена у Трећи батаљон, којим је командовао Никола Роквић. Иако је била одређена за референта санитета у батаљону, она је захтевала да постане борац.
У свим борбама, у којима је учествовала, истицала се пожртвовањем и храброшћу. У борби на Плочама, у половином фебруара, убила је два Немца и заробила две машинке. У борбама у околини Стрмице, код Книна, крајем фебруара убила је тројицу четника и заробила њихове пушке. У борбама око Ливна, у лето 1943. године упала је у један бункер, убила тројицу усташа и запленила пушкомитраљез. Приликом окршаја у селу Голубићу, код Книна, крајем јуна била је први пут лакше рањена. Средином године се разболела од тифуса и била повучена из бригаде. Лечила се код куће у Каменици. Другови су је саветовали да се због болести не враћа у бригаду, али је она то одбила. Одмах по оздрављењу, у августу вратила се у своју јединицу.

## Рањавање и смрт
Половином септембра 1943. године, Десета крајишка удара бригада је била повучена из Далмације, где је водила борбе са херцеговачким четницима у Книнском пољу и на обронцима Динаре. Бригада је била враћена у Босанску крајину, а њен Други и Трећи батаљон су заједно са једним батаљоном Дрварско-петровачког партизанског одреда, добили задатак да униште немачко упориште на коси Крмаруши, у близини села Пркоса, код Босанског Петровца. Овај задатак био је веома важан јер је ово непријатељско упориште обезбеђивало саобраћајнице Петровац-Врточе-Бихаћ и Врточе-Кулен Вакуф. Упориште је било веома добро брањено са око 450 војника - Немаца и усташа, који су од наоружања имали батерију топова од 150 милиметра, преко 30 тешких бацача и др.
На путу ка Пркосима, Маријин батаљон је прошао кроз њено село Каменицу и она је свратила кући, где се сусрела са родитељима и најмлађим братом. За напад на непријатељско упориште била је одређена ноћ 17/18. септембра. Борци су се неопажено привукли упоришту и око 11 сати увече отпочели напад. Ово је била једна од најтежих борби, коју је водила Десета крајишка бригада. У року од три сата, партизани су три пута заузимали непријатељске положаје и три пута се повлачили. Маријин батаљон био је у централном делу напада, а њен вод којим је командовао Перо Сопић, налазио се у највећем вртлогу борбе. У једном од напада борци њеног батаљона заробили су неколико топова, а Марија је заробила четири немачка подофицира из хаубичког вода.
У трећем последњем јуришу, Марија је бомбама уништила три непријатељска бункера и пришла топу око кога су лежали мртви Немци. Тада је у њеној близини експлодирала минобацачка граната и разнела јој стопало десне ноге. Скакућући на левој нози, повукла се у мали заклон, а убрзо затим ју је омладински руководилац њеног батаљона Никола Бодирожа извукао из борбе. Он ју је изнео ван попришта и ставио поред рањеног команданта Другог батаљона Миће Сушиловића, коме је граната била разнела десну руку. Трећи јуриш био је одлучујући, јер је непријатељ у међувремену добио појачање и партизани су се морали повући, али са веома богатим ратним пленом.
После завршене битка, Марија се растала од бригаде. Бригада је пошла пут Далмације и Сплита, а Марија са осталим рањеницима пут Дрвара. До болнице дрварског војног подручја, која се налазила у Видовом Селу, удаљеном око 40 километара, рањену Марију су носили два и по дана кроз - Мале и Велике Стијењане, Мало и Велико Очијево, Бобољуске, Јадрин Под, Врточе, Дрвар, Шиповљане, Мокроноге и Прекају. Носиле су је другарице, омладинке из Дрвара - Мира Црногорац, Јања Папак, Стоја Перић и Стоја Трнинић.
Читавим путем Марија је певала партизанске песме, најчешће песму „Омладинка Мара“ Бранка Ћопића. У свим местима кроз које била ношена колона рањеника са пркоса, народ и омладина су излазили да их поздраве, а посебно Марију. При проласку кроз Дрвар сусрела се са секретаром Окружног комитета СКОЈ-а Томом Додигом. Марији је већ тада нога била помодрела од подливене крви и натекла све до колена. Ношење рањеника до Видова Села тада је преузела Омладинска радна чета из Каменице. Сазнавши да је Марија рањена, њена мајка Јока је пошла у сусрет колони рањеника, то је био њихов последњи сусрет.
У импровизованој партизанској болници у Видовом Селу, Марију је лечио доктор Жига Кишицки, који је био и управник болнице. Иако је одмах по доласку примила тетанус, било је већ касно јер је њену ногу захватила гангрена. Умрла је 23. септембра 1943. године. Одмах потом по њу су дошли родитељи и омладина из Каменице и сахранили је на брежуљку Спасовине у подножју свога родног села. Сахрањена је са војним почастима, уз присуство великог броја омладине и народа Каменице. Од Марије су се опростили Вељко Ражнатовић, помоћник политичког комесара Десете крајишке бригаде и њен брат Душко Бурсаћ, секретар Окружног комитета СКОЈ-а за Дрвар (погинуо у немачком десанту на Дрвар 25. маја 1944. године).

## Народни херој
О теби пјевам, Маријо с Каменице,
дјевојко — ратниче из батаљона,
што си под титовку свила плетенице
и срцем кренула противу бетона

део из песме Марија на Пркосима, 
 Бранка Ћопића из 1945. године
Одмах по сазнању за смрт Марије Бурсаћ, Штаб Петог босанског корпуса НОВЈ, командант Славко Родић и политички комесар Велимир Стојнић, бивши учитељ из Каменице, упутили су Врховном штабу НОВ и ПОЈ предлог да се Марија Бурсаћ прогласи за народног хероја. Врховни штаб је овај предлог усвојио и 15. октобра 1943. године донео одлуку о проглашењу Марије Бурсаћ за прву жену за народног хероја.
У „Билтену Врховног штаба“ број 33, за октобар 1943, о проглашењу Марије Бурсаћ за народног хероја пише:
| „ | По одлуци Врховног штаба Народноослободилачке војске и партизанских одреда Југославије, а на предлог корпуса Народноослободилачке војске Југославије, додељује се назив народног хероја другарици Марији Бурсаћ, борцу-бомбашу батаљона крајишке бригаде. Другарица Марија била је примјер јунаштва у свим борбама и на крају дала свој живот за слободу свога народа јуришајући на ровове непријатеља код села Пркоса. | ” |

Године 1945. песник Бранко Ћопић јој је посветио песму Марија на Пркосима.
У годинама после Другог светског рата у Социјалистичкој Федеративној Републици Југославији (СФРЈ) Марија Бурсаћ је била једна од највећих партизанских икона. Њено име носиле су, а носе и данас, многе улице, школе и друге установе.
По њој се зове ОШ „Марија Бурсаћ“ Београд.